# Kato Toshikazu
Toshikazu Kato (sinh ngày 22 tháng 4 năm 1969) là một cầu thủ bóng đá người Nhật Bản.

## Sự nghiệp câu lạc bộ
Toshikazu Kato đã từng chơi cho Sanfrecce Hiroshima.